# Rubus schlechtendaliiformis
Rubus schlechtendaliiformis är en rosväxtart som beskrevs av Heinrich E. Weber. Rubus schlechtendaliiformis ingår i släktet rubusar, och familjen rosväxter. Inga underarter finns listade i Catalogue of Life.